# The Cord of Life

The Cord of Life est un film muet américain réalisé par D. W. Griffith, sorti en 1909.

## Synopsis
Le bébé d'un immigré italien se retrouve suspendu au-dessus du vide par un gangster voulant se venger de ce dernier. Le père de l'enfant rentre à toute vitesse du travail pour tenter de conjurer le destin.

## Fiche technique
- Titre : The Cord of Life
- Réalisation et scénario : D. W. Griffith
- Production : Edwin S. Porter[1]
- Société de production et de distribution : American Mutoscope and Biograph Company[2]
- Photographie : G. W. Bitzer et Arthur Marvin
- Pays :  États-Unis
- Format[3] : Noir et blanc - Muet - 1,33:1 ou 1,37:1[4] - 35 mm[4],[5]
- Longueur de pellicule : 857 pieds (261 mètres[5])
- Durée : 9 minutes (à 16 images par seconde)[3]
- Genre : Drame[4]
- Date de sortie : 28 janvier 1909

## Distribution
Les noms des personnages proviennent de l'Internet Movie Database.
- Mack Sennett : un policier
- Marion Leonard : la femme de Galora
- John R. Cumpson : une personne dans l'immeuble
- Harry Solter : une personne dans la rue
- George Gebhardt : Antonine
- Charles Inslee : Galora
- Adolph Lestina
- Charles Gorman
- Guy Hedlund
- Linda Arvidson : une personne dans l'immeuble
- Charles K. French
- Dorothy Bernard
- Clara T. Bracy
- Anita Hendrie : une personne dans l'immeuble[1],[4]
- Arthur V. Johnson : un policier[1]
- Florence Lawrence : une personne dans l'immeuble[1],[4]
- David Miles : une personne dans l'immeuble[1],[4]
- Gertrude Robinson : une personne dans la rue[1]
- Dorothy West : une personne dans l'immeuble[1],[4]

## Autour du film
Les scènes du film ont été tournées les 6, 8 et 13 janvier 1909 dans le studio de la Biograph à New York et sur les palissades du fleuve Hudson.
Une copie du film est aujourd'hui conservée à la Bibliothèque du Congrès.

### Source
- Jean-Loup Passek et Patrick Brion, D.W. Griffith : Le Cinéma, Paris, Cinéma/Pluriel - Centre Georges Pompidou, 1982, 216 p. (ISBN 2-86425-035-7)